# Кальченківська сільська рада
Кальченкі́вська сільська́ ра́да — колишній орган місцевого самоврядування в Білопільському районі Сумської області. Адміністративний центр — село Кальченки.

## Загальні відомості
- Населення ради: 804 особи (станом на 2001 рік)

## Населені пункти
Сільській раді були підпорядковані населені пункти:
- с. Кальченки
- с. Воронине
- с. Крижик
- с. Червоне

## Склад ради
Рада складалася з 12 депутатів та голови.
- Голова ради: Ворона Галина Миколаївна

### Керівний склад попередніх скликань
| Прізвище, ім'я, по батькові | Основні відомості                                                                          | Дата обрання | Дата звільнення |
| --------------------------- | ------------------------------------------------------------------------------------------ | ------------ | --------------- |
| Ворона Галина Миколаївна    | Сільський голова, 1961 року народження, освіта вища, позапартійна                          | 26.03.2006   | 31.10.2010      |
| Ворона Галина Миколаївна    | Сільський голова, 1961 року народження, освіта вища, член політичної партії «Наша Україна» | 31.10.2010   |                 |

Примітка: таблиця складена за даними сайту Верховної Ради України